# Mörlheim
Mörlheim is een plaats in de Duitse gemeente Landau in der Pfalz, deelstaat Rijnland-Palts, en telt 1017 inwoners (1999).